# حادثة أرميرو المأسوية

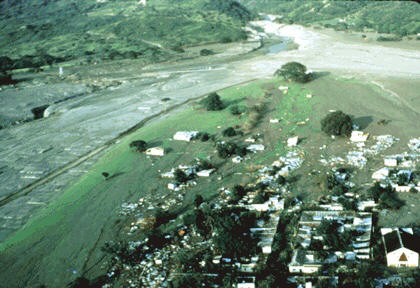
غطت الانهيالات البركانية مدينة أرميرو، وراح ضحية هذه الحادثة 20٫000 شخص.

في يوم 13 نوفمبر عام 1985، وقعت حادثة أليمة في توليمو بكولومبيا سُمِّيت بـ«حادثة أرميرو المأساوية» التي كانت إحدى العواقب الوخيمة التي نتجت عن إنفجار البركان الطبقي نيبادو ديل رويس في توليمو. وثار هذا البركان مرة أخرى بعد 69 عاما من الخمود ليحدث إنفجارًا هائلًا يضرب المدن المجاورة على حين غرة بالرغم من أن الحكومة كانت قد تلقت تحذيرات من المنظمات المتخصصة في علم البراكين لإخلاء المنطقة. وذلك عندما كُشف عن نشاط بركاني في سبتمبر عام 1985.
عند إنفجار البركان، انبثقت من فوهته تدفقات بركانية فتاتية تسببت في ذوبان مثلجات الجبل. أدى ذلك إلى إنحدار أربعة إنهيارات طينية بركانية على سفوح الجبل بسرعة 60 كيلو متر في الساعة أي 40 ميل في الساعة. كانت هذه الإنهيارات عبارة عن إنهيارات طينية، وإنهيارات صخرية، وتدفقات أخرى من الطمي والصخور المفتتة. بلغت هذه الإنهيارات سرعتها القصوى عند دخولها الأخاديد ثم أخذت مجراها في الأنهار الستة الرئيسية في أسفل البركان حيث اجتاحت الإنهيارات البركانية بعد ذلك مدينة أرميرو مما تسبب في مقتل أكثر من 20٫000 مواطن من أصل ما لا يزيد عن 29٫000 مواطن في أرميرو. وقد بلغ عدد الوفيات 23٫000 ضحية في مدن أخرى خاصة مدينة شينشينا. نُشر مقطع فيديو وصور للطفلة أوميرا سانشيز في جميع أنحاء العالم، التي كانت إحدى ضحايا هذه الفاجعة. وقد التُقطت العديد من الصور الأخرى للإنهيارات البركانية وآثار هذه الكارثة. شدت هذه الصور إنتباه العالم بأسره وأدت إلى حدوث نزاع حول مدى مسئولية الحكومة الكولومبية عن حدوث هذه الكارثة. وأثناء تشييع جنازة هؤلاء الضحايا تم رفع شعار مكتوب عليه «لم يقتل البركان 22٫000 شخصا بل الحكومة قتلتهم».
أعاقت التكتلات الطينية حركة جهود الإغاثة حيث أنه كان من المستحيل تقريبا لها أن تمر دون أن تعلق في الوحل. وبعد مرور 12 ساعة على الإنفجار البركاني، وصل عمال الإغاثة إلى أرميرو. ولكن عند وصولهم كان الكثير ممن أصيبوا بإصابات بالغة قد ماتوا بالفعل. روعت مناظر الأشجار المتساقطة، وأجسام الضحايا المشوهة، وأكوام الحطام لبيوت كاملة، عمال الإغاثة وسببت لهم رعبًا شديدًا.
كانت هذه الكارثة هي ثاني أعنف كارثة بركانية في القرن العشرين بعد إنفجار مونت بيليه عام 1902، وبالإضافة إلى ذلك، كانت هي أيضًا رابع أعنف كارثة بركانية سُجِلت منذ عام 1550م. كانت هذه الكارثة متوقعة وتفاقمت بسسب جهل عامة الناس بتاريخ البركان المدمر أي ما أحدثه هذا البركان من دمار من قبل. ولقد حذر علماء الجيولوجيا وخبراء آخرين السلطات ووسائل الإعلام المختلفة من مخاطر هذا البركان قبل إنفجاره بأسابيع. وكانت توجد بالفعل خرائط لمناطق الخطر ولكن لم يتم توزيعها بطريقة صحيحة. وفي يوم الإنفجار، تم القيام بعدة محاولات لإخلاء المنطقة ولكن تسببت عاصفة عاتية في تعطيل الاتصالات. ظل الكثير من الضحايا في منازلهم بناء على التعليمات التي تلقوها حيث اعتقدوا أن الإنفجار قد انتهى تمامًا. ربما أعاقت الضوضاء الناتجة عن العاصفة الكثير من الناس عن سماع أصوات الإنفجارات القادمة من رويس حتى فات الأوان.